# ドロゴブージ公国 (ドロホブージ)
ドロゴブージ公国（ロシア語: Дорогобужское княжество）は、ドロゴブージ（現ウクライナ・リウネ州ドロホブージ）を首都としたルーシの分領公国である。
ドロゴブージ公国は、11 - 12世紀はキエフ公国に、1157年よりヴォルィーニ公国に、1170年からはルーツク公国に属していた。リューリク朝出身者によるルーシの諸公国内においては、最終的にはガーリチ・ヴォルィーニ公国に属していたが、14世紀後半よりリトアニア大公国のオストログスキ家の所領となった。